# Maartje Paumen
Maartje Yvonne Helene Paumen (Geleen, 19 september 1985) is een Nederlandse ex-hockeyster. Zij won met het damesteam goud op de Olympische Spelen van Beijing (2008) en Londen (2012). Paumen speelde 235 interlands (195 doelpunten) voor de nationale vrouwenploeg. De Limburgse won met Hockeyclub 's-Hertogenbosch in de periode 2004-2017 elf keer de landstitel en tien keer de Europa Cup I. Paumen passeerde op 2 oktober 2015 Kim Lammers als topscorer aller tijden van de hoofdklasse. Ze maakte die dag haar 318de en 319de doelpunt op dit niveau.

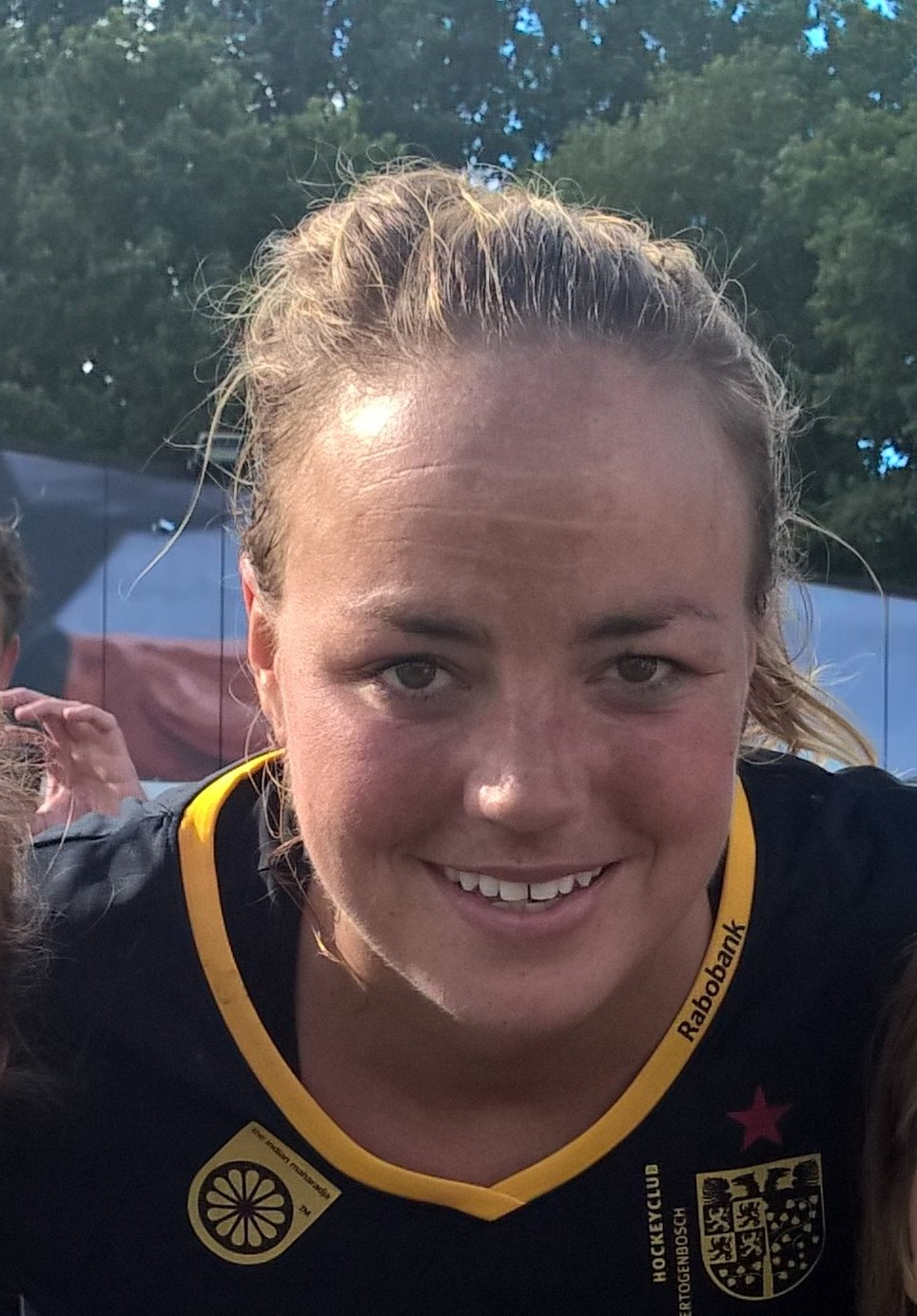
Maartje Paumen als speelster van Den Bosch

Paumen komt sinds de zomer van 2004 uit voor Hockeyclub 's-Hertogenbosch. Eerder speelde zij bij HC Geleen, later HC Scoop en Oranje Zwart. Bij Hockeyclub 's-Hertogenbosch speelde zij op het middenveld en later in de achterhoede. In Oranje fungeerde Paumen als linksback of linkshalf. Bekend is zij om haar gesleepte strafcorner.
Voor Oranje debuteerde Paumen tijdens het gewonnen toernooi om de Champions Trophy 2004 in Rosario (Argentinië). In de finale van het WK hockey voor vrouwen van 2006 tegen Australië scoorde Paumen de 3-1 voor Nederland uit een strafbal.
De behaalde zilveren medaille op het EK hockey 2007 te Manchester was voor Paumen een dieptepunt in haar carrière. In de poulewedstrijd tegen Engeland liep zij zwaar knieletsel op, wat verder spelen onmogelijk maakte. Op de Olympische Zomerspelen 2008 in Beijing was Paumen weer van de partij. Zij scoorde in alle poulewedstrijden, tegen Zuid-Afrika (tweemaal), Zuid-Korea (tweemaal), China (eenmaal), Australië (tweemaal) en Spanje (eenmaal). In de halve finale tegen Argentinië scoorde zij driemaal. Met elf doelpunten werd zij topscorer aller tijden van een olympisch hockeytoernooi. Op 22 augustus 2008 wachtte na de gewonnen hockeyfinale tegen China een gouden medaille.
In 2008, 2009, 2010, 2011, 2013, 2014, 2015, 2016 werd zij topscorer in de Hoofdklasse. In 2011 en 2013 werd zij verkozen tot speelster van het jaar in de Hoofdklasse en ontving daarmee de Gouden Stick. In totaal was Paumen in de Hoofdklasse goed voor 369 doelpunten: 16 voor Oranje Zwart en 353 namens Den Bosch.
Op 10 augustus 2012 won zij met het Nederlands elftal de spelen van Londen door met 2-0 te winnen van Argentinië. Paumen scoorde uit een strafcorner het tweede doelpunt. Dat was haar veertiende doelpunt op de Olympische Spelen, een olympisch record.
Op 14 juni 2014 won Paumen samen met de Nederlandse ploeg goud op het WK hockey in Den Haag. Op 20 augustus 2016 won Maartje Paumen samen met haar team zilver op de Olympische spelen in Brazilië. Na dit toernooi heeft Paumen besloten om te stoppen als speelster van de Nederlandse ploeg.
Op 18 mei 2018 maakte Paumen bekend direct met hockey te stoppen om assistent-coach te worden bij het Vughtse MOP. Paumen speelde het laatste jaar van haar actieve carrière bij Royal Antwerp.

## Onderscheidingen
- In 2008 werd zij door de Fédération Internationale de Hockey (FIH) verkozen tot World Hockey Young Player of the Year.
- In 2011 en 2012 werd zij door de FIH verkozen tot World Hockey Player of the Year.

## Privéleven
Paumen had een relatie met een ploeggenote in het nationale team Carlien Dirkse van den Heuvel. Vanaf 2021 is ze samen met Savannah Hamming; ze zijn moeders van twee zoons en een dochter.

## Erelijst
- Champions Trophy 2004 te Rosario (Arg)
- Champions Trophy 2005 te Canberra (Aus)
- Champions Trophy 2007 te Quilmes (Arg)
- Champions Trophy 2009 te Sydney (Aus)
- Champions Trophy 2011 te Amstelveen (Ned)
- Champions Trophy 2012 te Rosario (Arg)
- Champions Trophy 2014 te Mendoza (Arg)
- Champions Trophy 2016 te Londen (Eng)
- EK hockey 2005 te Dublin (Ier)
- EK hockey 2007 te Manchester (GB)
- EK hockey 2009 te Amstelveen (Ned)
- EK hockey 2011 te Mönchengladbach (Dui)
- EK hockey 2015 te London (Eng)
- WK hockey 2006 te Madrid (Spa)
- WK hockey 2010 te Rosario (Arg)
- WK hockey 2014 te Den Haag (Ned)
- Olympische Zomerspelen 2008 te Beijing (Ch)
- Olympische Zomerspelen 2012 te Londen (GB)
- Olympische Zomerspelen 2016 te Rio de Janeiro (Br)
- Hockey World League 2013 te San Miguel de Tucumán (Arg)

Marilyn Agliotti · 
Naomi van As · 
Minke Booij · 
Wieke Dijkstra · 
Miek van Geenhuizen · 
Maartje Goderie · 
Eva de Goede · 
Ellen Hoog · 
Fatima Moreira de Melo · 
Eefke Mulder · 
Maartje Paumen · 
Sophie Polkamp · 
Lisanne de Roever · 
Janneke Schopman · 
Minke Smabers · 
Lidewij Welten ·
Coach: Marc Lammers
Marilyn Agliotti · 
Naomi van As · 
Merel de Blaey · 
Carlien Dirkse van den Heuvel · 
Margot van Geffen · 
Maartje Goderie · 
Eva de Goede · 
Ellen Hoog · 
Kelly Jonker · 
Kim Lammers · 
Caia van Maasakker · 
Kitty van Male · 
Maartje Paumen · 
Sophie Polkamp · 
Joyce Sombroek · 
Lidewij Welten ·
Coach: Max Caldas
Naomi van As · 
Willemijn Bos · 
Carlien Dirkse van den Heuvel · 
Margot van Geffen · 
Eva de Goede · 
Ellen Hoog · 
Kelly Jonker · 
Marloes Keetels · 
Laurien Leurink · 
Caia van Maasakker · 
Kitty van Male · 
Maartje Paumen · 
Joyce Sombroek · 
Maria Verschoor · 
Xan de Waard · 
Lidewij Welten ·
Coach: Alyson Annan